# Caspar Hedio
Caspar Hedio,  (appelé aussi Hédion, Hedius, Haedion), né en 1494 et mort le 17 octobre 1552 à Strasbourg, est un historien et un réformateur protestant ayant vécu à Strasbourg.

## Biographie

### Jeunesse
De son vrai nom Caspar (ou Gaspar) Seiler, Hedio a un pseudonyme qui demeure inexpliqué, malgré certaines thèses prétendant qu'il serait dû à l'attribution des noms Bock ou Heyd, dont on a voulu dériver Hedio. Toutefois, on sait qu'il est le fils d'un certain Seiler, cordier, même si lui-même signe « Hedio ».
Hedio a peut-être étudié à l'école latine de Pforzheim, puis il est immatriculé à l'université de Fribourg-en-Brisgau le 7 janvier 1513. Il devient bachelier en 1514 et maître ès arts en 1515-1516. Il se rend ensuite à l'université de Bâle pour effectuer des études de théologie. Il y obtient le baccalaureus biblicus, puis sententiarius en 1519 et il y fait probablement une licence. Enfin, il devient docteur en théologie à l'université de Mayence le 21 octobre 1523. 
À Bâle, il est vicaire à l'église Saint-Théodore, puis chapelain à Saint-Martin. C'est à cette époque que son principal maître devient Wolfgang Capiton et qu'il se lie d'amitié avec Érasme.

### La Réforme
Lors de la Pentecôte de 1519, il est marqué par le sermon d'un prédicateur qui n'était autre que le futur réformateur Zwingli, avec lequel il décida d'entrer en relation. En octobre 1520, Capiton le demande à Mayence afin qu'Hedio prenne sa place à la cathédrale. Cette situation, qui devait être provisoire, le conduit à la titularisation. 

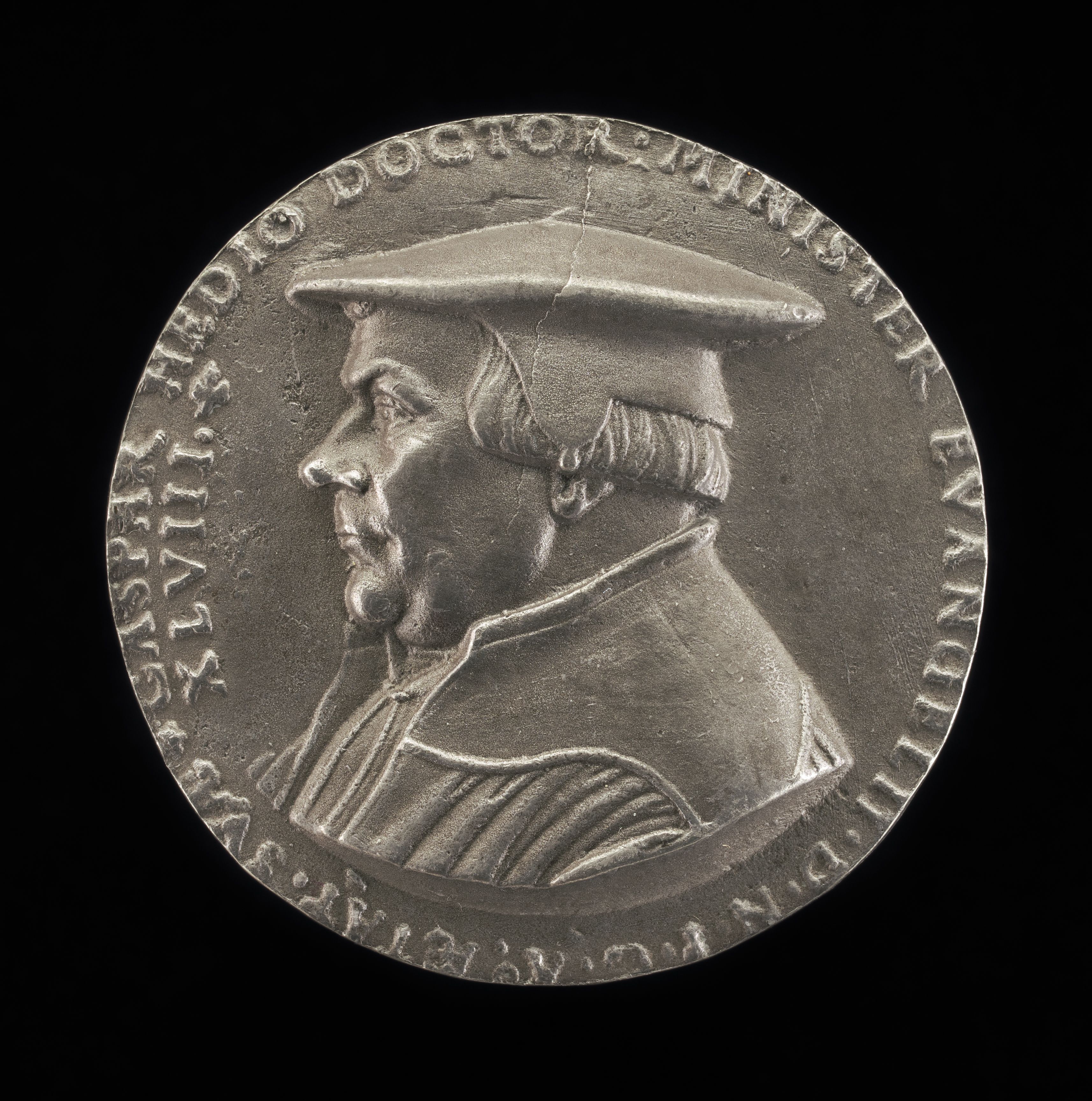
Médaille de Friedrich Hagenauer représentant Caspar Hedio datant de 1543. Cette médaille est le seul indice permettant de déterminer sa date de naissance.

Cependant, devant l'opposition croissante au mouvement évangélique dont il est partisan, il doit quitter Mayence pour Strasbourg en 1523. Il y vient en tant que prédicateur principal de la cathédrale de Strasbourg, devenant ainsi le deuxième successeur de Jean Geiler, au grand dam cette fois-ci de Capiton qui briguait lui aussi cette place, mais qui ne lui en tient pas longtemps rigueur. Il y prêche pendant plus de vingt-six ans. Prédicateur talentueux, il bénéficie d'une popularité certaine par son souci constant de préserver la paix de la cité. Après avoir acheté son droit de bourgeoisie, il prend définitivement le chemin de la Réforme, devenant l'un des quatre grands réformateurs de Strasbourg avec Matthieu Zell, Wolfgang Capiton et Martin Bucer. Il se marie en 1524 avec Margareta Trenss (Drensz), fille d'un horticulteur et sénateur aisé. De cette union naissent huit enfants, dont Eusebius, docteur en droit, et Agnes, femme de Lubertus Esthius.
Son activité comme réformateur le conduit à participer à l'organisation de la nouvelle Église strasbourgeoise et à diriger les visites pastorales dans les possessions rurales de la cité. Il œuvre pendant des années à l'établissement des réformes dans le pays du comte de Furstenberg, en particulier à Gegenbach et dans le Kinzigtal. Il aide durant l'été 1543, avec d'autres, à introduire la Réforme dans l'archevêché d'Hermann von Wied, à Cologne. On retrouve également son nom dans le comté d'Hanau-Lichtenberg et dans le Palatinat. Enfin, il participe aux négociations théologiques infructueuses avec Paris en 1534-1535.
Cependant, ses actions ne se cantonnent pas au seul domaine religieux. Il joue notamment un rôle important dans l'élaboration du système scolaire de la ville en donnant des cours de théologie dès 1523 et devenant inspecteur des écoles à partir de 1528. Il est à l'origine de la création d'un internat au couvent Saint-Guillaume, le Collegium pauperum, destiné aux étudiants pauvres  et il organise des bourses afin de les aider. Cet internat deviendra le Stift. Il s'occupe également des malades et des mourants, contribuant ainsi aux débuts de l'œuvre caritative de Strasbourg.
À partir de 1549, il remplace Martin Bucer à la tête du Convent ecclésiastique strasbourgeois, ce dernier étant obligé de s'exiler en Angleterre à cause de la promulgation de l'Intérim. Lui-même avait été mis sur la liste des prédicateurs à bannir, mais son attitude non agressive lui permet de rester.
Refusant de porter l'aube blanche exigée par Charles Quint, Hedio est tout de même dans l'obligation de quitter sa chaire en janvier 1550, la cathédrale redevenant un lieu de culte catholique. Dès lors, il prêche dans l'ancienne église des Dominicains (l'actuel Temple Neuf), jusqu'à sa mort provoquée par la peste en 1552.

## La pensée et la personnalité d'Hedio

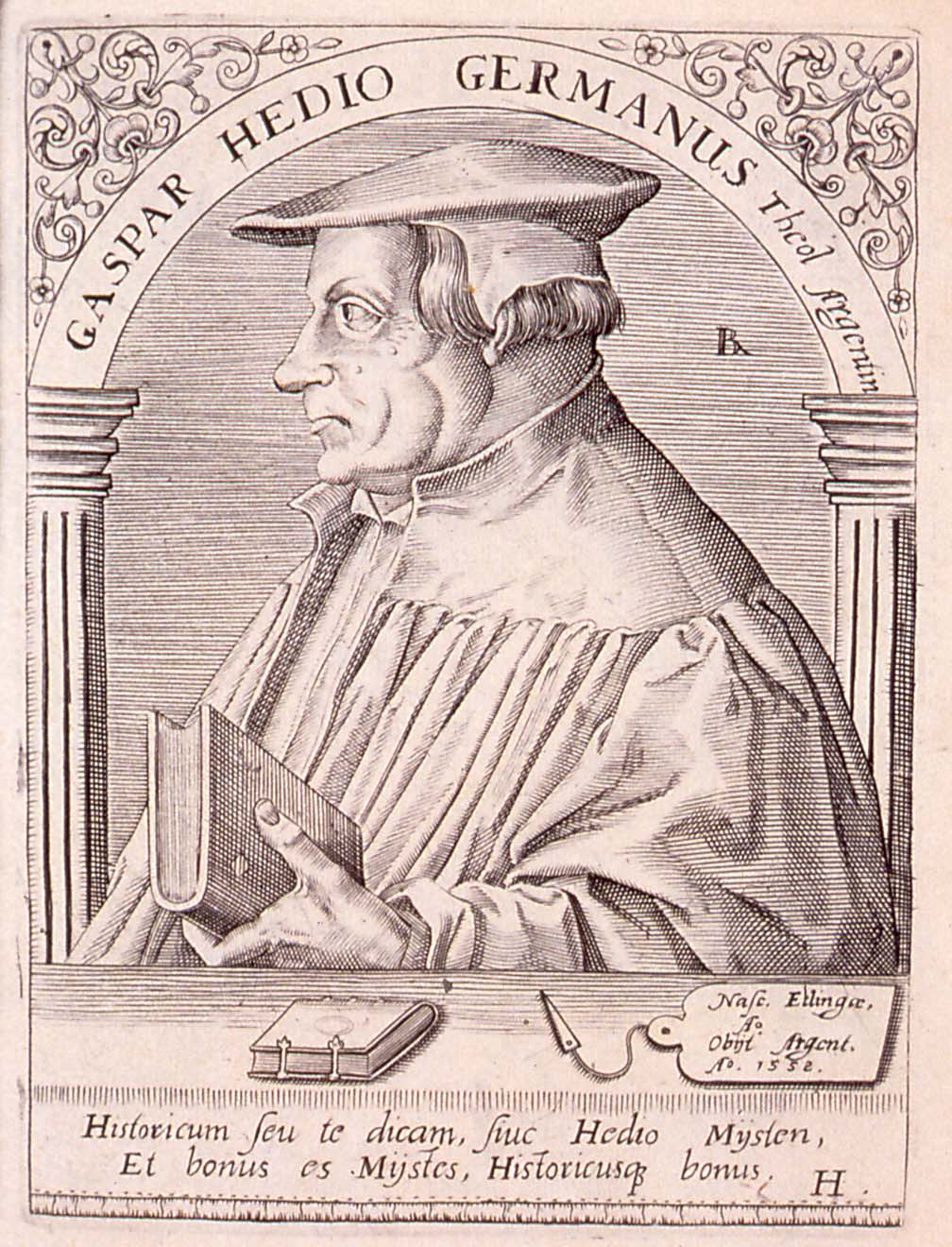
Portrait d'Hedio (Gaspar Hedio Germanus Theol Argentin.), réalisé par Th. de Bry en 1650 - coll. BNUS

Bien que ses prédications fissent forte impression sur les foules et qu'il lui arrivât de lancer des invectives au magistrat, Hedio était, des quatre réformateurs celui qui était le plus conciliant envers les pensées de ses amis, qu'elles soient libérales ou dogmatiques. Ainsi, contrairement aux autres, il s'abstint de parler ou d'écrire sur certains sujets sensibles, comme ceux relatifs à l'Eucharistie. Cependant, ce caractère a également contribué à ce qu'il soit le moins connu à ce jour des quatre. Moins engagé dans les controverses et adonné davantage à ses études, il ne semble pas avoir provoqué de dissensions, même s'il pouvait être en désaccord avec certains, surtout avec Bucer. En effet, Hedio eut un grand différend avec lui lorsque son collègue proposa d'instaurer l'excommunication. Bien qu'il souhaitât lui aussi renforcer la discipline au sein de la ville, il s'y opposa fermement.
Son goût des études le rapprochait naturellement des milieux humanistes. C'est pourquoi il s'adonnait particulièrement à la recherche de sources historiques. Il était un fin connaisseur des historiens de la fin de l'Antiquité. Bien que ses œuvres propres soient peu nombreuses, il a parfois eu le titre de « premier historien protestant ». Cependant, ce sont surtout ses traductions, souvent réimprimées, qui caractérisent son travail. Devant l'ampleur de celles-ci, on peut sans conteste le placer comme l'un des plus grands traducteurs de son temps. 
Son autre préoccupation était l'édification du plus grand nombre, comme le prouve son entreprise de traduction de grands auteurs. Hedio, tout comme les autres réformateurs de Strasbourg, souhaitait instituer une instruction catéchétique combinée à des « cultes de jeunesse » afin d'élever la jeunesse « en vue de l'honneur de Dieu » et de remédier à la désertion des lieux de culte. En outre, il préconisait la création de bibliothèques publiques qui auraient été ouvertes les jours fériés et où l'on aurait fait la lecture à ceux qui ne savaient pas lire. On ne sait que peu de choses sur la manière dont il enseignait la théologie, on ne possède à ce jour que quelques fragments de ses cours. On sait qu'en 1538 ou 1539, il donna un cours sur l'Évangile de Saint Marc, sur l'Évangile et l'Épître de Saint Jean en 1551 et on connaît l'existence d'un cours sur l'Épître aux Romains.
Sa pensée se caractérise également par son refus d'employer la violence et par un souci missionnaire à l'égard des juifs, des arabes et des turcs, ce dernier le conduisant à préconiser l'étude de leurs langues.

## Œuvres

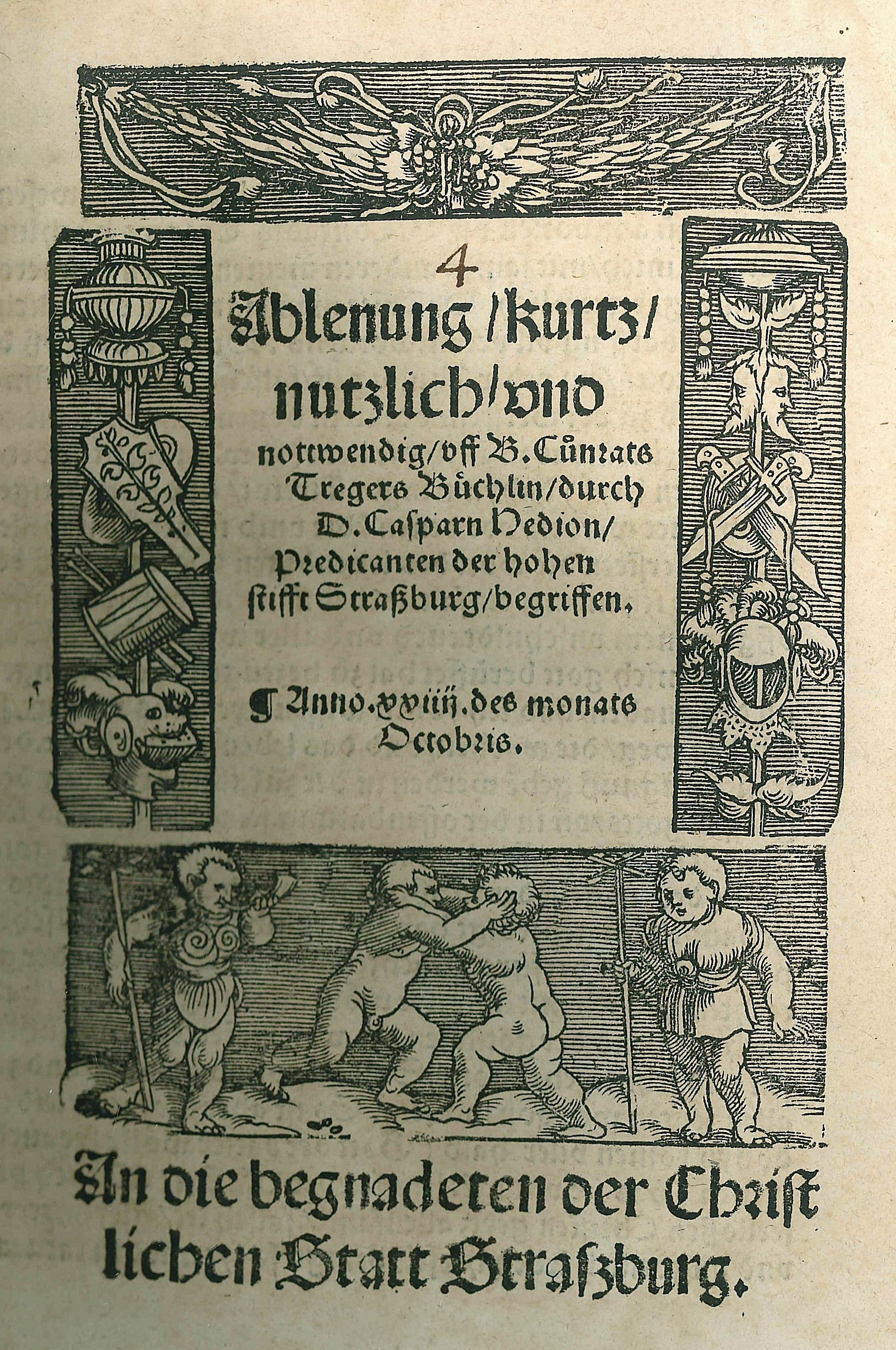
Ablenung, kurtz, nutzlich, und nottwendig, l'ouvrage polémique d'Hédion contre Conrad Treger, - coll. Médiathèque protestante de Strasbourg.

### Œuvres parues de son vivant
- Un ouvrage polémique contre Conrad Treger, 1524.
- Deux prédications sur la dîme, édition princeps en 1524.
- Radt Spredig, 1534 - (sermon prononcé le 14 janvier 1534 afin de rappeler au Magistrat son devoir de protéger l'ordre social et l'œuvre de la Réforme[10]).
- Epitome in Evangelia et Epistolas quae leguntur in templis per circuitum anni, 1537 - (intéressant du point de vue exégétique et liturgique)
- Chronicon Abbatis Urspergensis correctum et paralipomena et addita usque ad a.(1230–1537), dite La Chronique d'Ursperg, 1537 - (il reprit un récit, arrêté au XIIIe siècle, qu'il prolongea jusqu'à l'année 1537).
- Une continuation de la Synopse historique de Sabellicus, 1538.
- Trost geschrifft, 1546 - (rédigé à l'intention de l'archevêque Hermann von Wied).

### Œuvres parues après sa mort ou restées inédites
- Vingt-quatre thèses sur la prédestination, écrites en 1519 à Bâle.
- Un mémoire d'Hedio sur la concorde des Églises, écrit à l'occasion des négociations avec François Ier en 1534-1535, édition princeps par Jacques-Auguste de Thou, Paris, 1607.
- Ses notes de voyage prises au cours du colloque de Marbourg en 1529 ont été tirées à part en 1880 et éditées par E. Erichson dans Zeitschrift für Kirchengeschichte, t. 4, 1881. Elles figurent également dans les M. Bucers deutsche Schriften, t. 4, 1975.
- Des notes de cours d'Hedio sur l'épître aux Romains se trouvaient avant 1939 à la bibliothèque municipale de Hambourg.

La correspondance d'Hedio est conservée à la Bibliothèque nationale universitaire de Strasbourg, au sein du Thesaurus Baumianus. Elle comporte environ 200 lettres. Hedio a eu des échanges très nourris entre 1540 et 1546 avec Albert de Brandebourg.

## Publications
Hédion a édité ou réédité des œuvres en latin.
- La Chronique d'Usperg initiale en 1537, rééditée encore en 1540
- Marius Barletius, La Vie de Scanderbeg, 1537

## Traductions en allemand
Hédion a traduit un grand nombre d'œuvres en allemand afin d'instruire et d'édifier le public lettré de Strasbourg. Ses œuvres peuvent dater de l'Antiquité ou du Moyen Âge et il a même traduit certains livres de ses contemporains. Cependant, son travail tomba rapidement dans l'oubli.
- Un livre d'Œcolampade, 1524 - (son titre en langue vulgaire devint : Ain schöne Epistel Oecolampadii an Caspar Hedion, das es zymlich nutz, und gut sey, das die Epistel und das Euangelium in dem ampt der Mess, in teutscher sprach, dem Volk vorgelesen und verkündet werd).
- Eusèbe, Histoire ecclésiastique ou la Tripartite, édition princeps 1530.
- Flavius Josèphe, Opera onmina, édition princeps 1531.
- Hégésippe (qui était attribué à tort à Flavius Josèphe et qui était en réalité une libre adaptation de la Guerre des Juifs écrite par un chrétien du IVe siècle), 1532
- Opuscules d'Augustin, édition princeps 1532.
- Trois livres de Jean-Louis Vivès (1532, 1534, 1536 ?).
- Opuscules d'Ambroise, 1534.
- Érasme, Préparation à la mort, 1534.
- Un recueil des commentaires bibliques de Smaragdus, 1536.
- Un livre de l'énigmatique Bodius, 1538.
- La Chronique d'Ursperg, 1539.
- Des homélies de Jean Chrysostome sur les évangiles selon Matthieu et Jean, édition princeps 1540.
- Les quinze psaumes graduels de Martin Luther, 1541.
- Un livre de Jean Cuspinien, 1541.
- Tertullien, De patienta, 1546.
- L'Histoire des papes de Balthasar Platina, 1546.
- Les Mémoires de Philippe de Comines, 1551.

### Sources
- H. Pantaleon, Prosopographiae heroum, Pars III, Bâle, 1566, p. 209.
- Th. de Bèze, Icones, Genève, 1580.
- N. Reusner, Icones, Strasbourg, 1587, fol. K (VIII).
- O. Schad, Summum Argentoratensium Templum, 1617, p. 90-92.
- M. Adam, Vitae Germ. Theologorum, 1620, p. 240-243.